# جواو أموريم
جواو أموريم (26 يوليو 1992 في البرازيل - ) هو لاعب كرة قدم برتغالي في مركز الدفاع. شارك مع منتخب البرتغال تحت 17 سنة لكرة القدم ومنتخب البرتغال تحت 18 سنة لكرة القدم ومنتخب البرتغال تحت 19 سنة لكرة القدم ومنتخب البرتغال تحت 20 سنة لكرة القدم ومنتخب البرتغال تحت 21 سنة لكرة القدم. أما مع النوادي، فقد لعب مع فيتوريا دي غيماريش ونادي بيلينينسش ونادي فريموند ‏ وVitória S.C. B ‏ وAcadémico de Viseu F.C. ‏.

## وصلات خارجية
- جواو أموريم على موقع قاعدة بيانات كرة القدم.إي يو (الإنجليزية)
- جواو أموريم على موقع Soccerway.com (الإنجليزية)
- جواو أموريم على موقع AS.com (الإسبانية)